# 駿傑悠志
駿傑 悠志（しゅんけつ ゆうじ、1976年7月13日 - ）は、埼玉県三郷市出身（生まれは東京都葛飾区）で放駒部屋に所属した元大相撲力士。本名は石出 祐二（いしで ゆうじ）。身長176cm、体重124kg。最高位は西前頭12枚目（2005年9月場所）。得意技は左四つ、寄り。趣味は読書。血液型はAB型。
出羽平（平）、大翔山（西野）とは幼馴染である。
駒光の四股名と駿傑の四股名は両方とも知人が命名した。駒光から駿傑へ改名する際、当初は「俊傑」とする予定だったが、字のバランスなどを考え「駿傑」となった。以前同じ放駒部屋に駒光という別の力士が存在した。さらに、2007年5月場所には同部屋の林田が駒光と改名、偶然にも駿傑の引退と同時に引退している。

## 来歴
1992年3月場所初土俵。軽量で出世が遅れたが、着実に番付を上げていった。一時は部屋から脱走を試みたが、若者頭の花ノ国に説得され事なきを得た。2000年11月場所に東幕下3枚目で7戦全勝優勝し、初土俵から約9年かかって翌2001年1月場所に十両に昇進した（この時の四股名は駒光）。もろ差しを果たしての速攻を得意としていたが、変化技に頼って自ら墓穴を掘ることも多く、肘の怪我や糖尿病にも悩まされ、しばらく十両に定着できなかったが、2004年11月場所、3度目の十両昇進を果たし、その場所に12勝3敗で十両優勝を果たす。翌場所も勝ち越し、2005年3月場所には新十両からは約4年、初土俵からは13年もかかってようやく念願の新入幕を果たした。
しかし、新入幕の場所では6勝9敗と負け越し、再び十両に陥落した。そして十両筆頭でむかえた翌5月場所、初日若兎馬に勝利したものの、5連敗などで3勝7敗となってしまったが、その後5連勝し、8勝7敗と勝ち越した。 そして再入幕となった翌7月場所では序盤から好調で、9勝6敗と初の幕内での勝ち越しを果たした。しかし、自己最高位で迎えた翌9月場所は星が延びず、終盤粘ったものの、7勝8敗に終わった。四股名を2003年7月場所に駒光から本名の石出に戻したあとは入幕後もしばらくそれで取っていたが、2005年11月場所に駿傑と改名した。改名して初の場所、西前頭13枚目で迎えた2005年11月場所は序盤から絶不調で、初勝利は3日目の隆乃若戦で、11日目までは2勝9敗と十両陥落の危機だったが、12日目から4連勝し、辛うじて幕内残留を決めた。
しかし、東前頭15枚目で迎えた翌2006年1月場所も先場所と同じように序盤から絶不調で、先場所と同じく11日目を終えた時点で2勝9敗だったが、先場所のような終盤の巻き返しはなく、終始絶不調で4勝11敗という幕内に入ってからは自己最低の成績で大きく負け越してしまい、翌3月場所は十両に陥落。その場所も本来の力が出せず西十両5枚目で6勝9敗に終わり、翌5月場所も東十両9枚目で先場所と同じ成績に終わり、7月場所の番付は西十両13枚目と、いよいよ負け越せば成績次第で幕下陥落の危機に追い込まれたが、10勝5敗の好成績で危機を脱した。2007年7月場所では番付を十両筆頭まで戻した。しかし5勝10敗と大負けし、久しぶりに幕内に上がることは出来なかった。西十両11枚目で臨んだ2008年3月場所では3勝12敗と大きく負け越し、引退を表明した。かつて力士の「32歳全盛説」を唱えていたが、自身はそれに届かぬまま相撲協会には残らず、現役を退くこととなった。引退後は、元関脇の貴闘力が経営する焼肉『ドラゴ』に勤務していた。そして2012年4月29日に開店した元大関の琴光喜の焼肉店『やみつき』の料理長となった。

## 取組に関するエピソード
- 2005年11月場所の13日目を最後に引退した、幕内有数の人気力士である元関脇琴ノ若の現役最後の対戦相手となった。しかし、駿傑は彼を立合いでいなし、わずか3秒3で送り出したため、琴ノ若は「そりゃあないよ。もう少し取りたかった」と落胆していたという（ただ駿傑側としては前頭13枚目で3勝9敗と苦しく、幕内残留に向けて内容には拘っていられない状況であった）。
- 2007年3月場所7日目の取組で、立合いの際に待ったとなったが、それに気付かなかった対戦相手の白乃波が頭からぶちかまし、駿傑の鼻に当たり鼻から流血した。すでに制限時間一杯となっていたが、あまりにも流血が酷かったため、九重審判長の判断で鼻血が止まるまで仕切りを中断することになった。しかし、何度もタオルで拭っても流血は止まらず、最終的には鼻にティッシュペーパーを詰めて相撲を取ったが、白乃波の両手突きに遇い、応戦すら出来ずにあっけなく押し出されて敗れている。また、この際に駿傑の鼻骨がずれており心配されたが、13日目に勝ち越しを決め結局8勝7敗で場所を終えた。

## 主な成績
- 通算成績：461勝434敗17休 勝率.515
- 幕内成績：32勝43敗 勝率.427
- 現役在位：97場所
- 幕内在位：5場所
- 各段優勝
  - 十両優勝：1回（2004年11月場所）
  - 幕下優勝：1回（2000年11月場所）

### 場所別成績
| | 一月場所 初場所（東京） | 三月場所 春場所（大阪）  | 五月場所 夏場所（東京） | 七月場所 名古屋場所（愛知） | 九月場所 秋場所（東京） | 十一月場所 九州場所（福岡） |
| --- | ----------------------- | ------------------------ | ----------------------- | --------------------------- | ----------------------- | --------------------------- |
| 1992年 （平成4年） | x                       | （前相撲）               | 西序ノ口10枚目 4–3      | 東序二段128枚目 6–1         | 東序二段50枚目 4–3      | 西序二段23枚目 3–4          |
| 1993年 （平成5年） | 西序二段49枚目 6–1      | 東三段目88枚目 3–4       | 東序二段6枚目 4–3       | 西三段目80枚目 4–3          | 東三段目60枚目 3–4      | 東三段目77枚目 3–4          |
| 1994年 （平成6年） | 西三段目90枚目 6–1      | 東三段目36枚目 4–3       | 西三段目18枚目 4–3      | 東三段目6枚目 3–4           | 東三段目21枚目 5–2      | 西幕下56枚目 4–3            |
| 1995年 （平成7年） | 西幕下45枚目 4–3        | 西幕下33枚目 5–2         | 西幕下20枚目 2–5        | 西幕下40枚目 3–4            | 東幕下52枚目 4–3        | 東幕下43枚目 5–2            |
| 1996年 （平成8年） | 東幕下25枚目 2–5        | 西幕下46枚目 3–4         | 西三段目筆頭 2–5        | 東三段目25枚目 5–2          | 東幕下60枚目 4–3        | 東幕下51枚目 4–3            |
| 1997年 （平成9年） | 西幕下40枚目 4–3        | 西幕下31枚目 4–3         | 西幕下23枚目 5–2        | 東幕下12枚目 3–4            | 西幕下18枚目 2–5        | 東幕下36枚目 3–4            |
| 1998年 （平成10年） | 西幕下46枚目 6–1        | 西幕下21枚目 4–3         | 東幕下17枚目 4–3        | 東幕下13枚目 5–2            | 西幕下5枚目 0–6–1       | 西幕下40枚目 5–2            |
| 1999年 （平成11年） | 東幕下26枚目 5–2        | 東幕下15枚目 2–5         | 東幕下31枚目 5–2        | 西幕下17枚目 5–2            | 西幕下7枚目 3–4         | 東幕下13枚目 3–4            |
| 2000年 （平成12年） | 東幕下20枚目 6–1        | 東幕下7枚目 3–4          | 東幕下12枚目 3–4        | 東幕下19枚目 5–2            | 西幕下8枚目 5–2         | 西幕下3枚目 優勝 7–0        |
| 2001年 （平成13年） | 東十両8枚目 7–8         | 東十両9枚目 3–12         | 西幕下5枚目 1–6         | 西幕下21枚目 4–3            | 西幕下15枚目 5–2        | 東幕下8枚目 6–1             |
| 2002年 （平成14年） | 西幕下筆頭 3–4          | 東幕下5枚目 5–2          | 西十両12枚目 10–5       | 西十両5枚目 休場 0–0–15     | 西十両5枚目 9–6         | 西十両2枚目 7–8             |
| 2003年 （平成15年） | 東十両4枚目 9–6         | 東十両筆頭 4–11          | 西十両6枚目 2–13        | 東幕下4枚目 2–5             | 西幕下18枚目 4–3        | 東幕下15枚目 3–4            |
| 2004年 （平成16年） | 東幕下21枚目 6–1        | 東幕下6枚目 4–3          | 東幕下4枚目 3–4         | 西幕下8枚目 5–2             | 東幕下3枚目 5–2         | 西十両13枚目 優勝 12–3      |
| 2005年 （平成17年） | 西十両4枚目 9–6         | 東前頭17枚目 6–9         | 西十両筆頭 8–7          | 東前頭17枚目 9–6            | 西前頭12枚目 7–8        | 西前頭13枚目 6–9            |
| 2006年 （平成18年） | 東前頭15枚目 4–11       | 西十両5枚目 6–9          | 東十両9枚目 6–9         | 西十両13枚目 10–5           | 東十両7枚目 6–9         | 西十両10枚目 8–6–1          |
| 2007年 （平成19年） | 東十両9枚目 8–7         | 東十両8枚目 8–7          | 西十両5枚目 8–7         | 西十両筆頭 5–10             | 東十両5枚目 7–8         | 東十両6枚目 7–8             |
| 2008年 （平成20年） | 西十両7枚目 5–10        | 西十両11枚目 引退 3–12–0 | x                       | x                           | x                       | x                           |
| 各欄の数字は、「勝ち-負け-休場」を示す。 優勝 引退 休場 十両 幕下 三賞：敢=敢闘賞、殊=殊勲賞、技=技能賞 その他：★=金星 番付階級：幕内 - 十両 - 幕下 - 三段目 - 序二段 - 序ノ口 幕内序列：横綱 - 大関 - 関脇 - 小結 - 前頭（「#数字」は各位内の序列） |                         |                          |                         |                             |                         |                             |

### 幕内対戦成績
| 力士名   | 勝数 | 負数 | 力士名 | 勝数 | 負数 | 力士名   | 勝数 | 負数 | 力士名   | 勝数 | 負数 |
| -------- | ---- | ---- | ------ | ---- | ---- | -------- | ---- | ---- | -------- | ---- | ---- |
| 朝赤龍   | 0    | 1    | 安美錦 | 0    | 2    | 皇司     | 0    | 1    | 春日王   | 2    | 0    |
| 春日錦   | 0    | 1    | 片山   | 2    | 1    | 稀勢の里 | 0    | 3    | 北桜     | 0    | 1    |
| 旭鷲山   | 0    | 1    | 琴奨菊 | 0    | 1    | 琴ノ若   | 1    | 1    | 霜鳳     | 0    | 1    |
| 十文字   | 3    | 1    | 隆乃若 | 3    | 1    | 高見盛   | 1    | 0    | 豪風     | 1    | 1    |
| 玉飛鳥   | 1    | 0    | 玉春日 | 1    | 0    | 時津海   | 1    | 1    | 時天空   | 1    | 0    |
| 土佐ノ海 | 0    | 3    | 栃栄   | 1    | 2    | 栃乃洋   | 1    | 1    | 栃乃花   | 0    | 1    |
| 豊桜     | 1    | 3    | 豊ノ島 | 1    | 3    | 白露山   | 2    | 1    | 日馬富士 | 1    | 0    |
| 普天王   | 0    | 1    | 武雄山 | 1    | 0    | 嘉風     | 0    | 1    | 露鵬     | 0    | 1    |
| 若兎馬   | 1    | 2    | 若の里 | 0    | 1    |          |      |      |          |      |      |

## 改名歴
- 石出 祐二（いしで ゆうじ）1992年3月場所-1998年3月場所
- 駒光 祐二（こまひかり-）1998年5月場所-2003年5月場所
- 石出 祐二（いしで-）2003年7月場所-2005年9月場所
- 駿傑 悠志（しゅんけつ-）2005年11月場所-2008年3月場所